# Jizerská padesátka

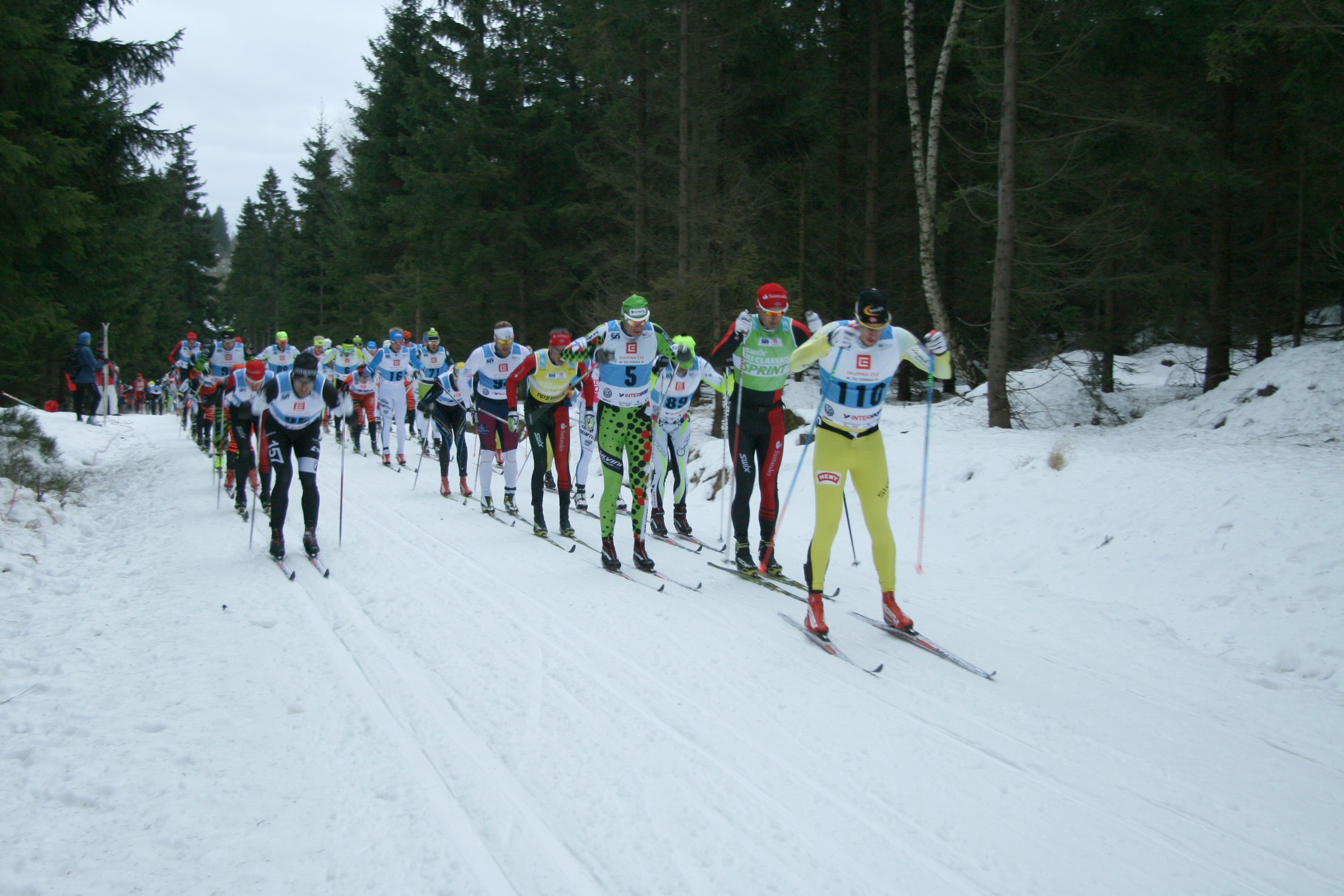
La tête de course du groupe hommes 300 m après le départ (2015)

La Jizerská padesátka est une course longue distance de ski de fond, qui se déroule annuellement en République tchèque, à Bedřichov, depuis 1968. Cette course est inscrite au Worldloppet et dans la coupe Marathon depuis 2003.